# Традесканция
Традеска́нция (лат. Tradescantia) — род многолетних вечнозелёных травянистых растений семейства Коммелиновые (Commelinaceae). Многие виды — популярные комнатные растения.

## Название
Род был назван Карлом Линнеем в честь отца и сына Традескантов, английских естествоиспытателей, путешественников и коллекционеров — Джона Традесканта — старшего (1570—1638) и Джона Традесканта — младшего (1608—1662).

## Биологическое описание
Растения с ползучими, полегающими или прямыми побегами до 30—60 см в высоту, с тонкими придаточными корнями, отходящими от узлов стеблей, иногда образуют клубни. Стебли от простых до разветвленных.
Листья сидячие, реже черешковые, с овальной, яйцевидной или линейно-ланцетной пластинкой, цельнокрайние; очерёдные, расположены спиралевидно вдоль стебля или двурядные.
Соцветия цимозные, верхушечные или пазушные, сидяцие, окружены прицветником, похожим на стеблевые листья или сильно отличающимся от них по форме. Цветки гермафродитные, актиноморфные. Цветоножки от очень коротких до довольно развитых. Чашечка состоит из 3 свободных, вогнутых или ладьевидных, зелёных или лепестковидных чашелистиков. Венчик состоит из 3 свободных лепестков белого, розового, синего или фиолетового цвета. Тычинок 6, свободных, с тонкими нитями, с длинными или голыми волосками. Пыльники состоят из двух тек. Завязь верхняя или сидячая, 3-гнёздная, с двумя семязачатками в каждом гнезде. Пестик простой, с головчатым рыльцем.
Плод представляет собой локулицидную коробочку с двумя семенами в гнезде (одно у традесканции покрывальчатой).

## Распространение
Естественный ареал рода расположен в тропической и умеренных зонах Америки и тянется от севера Аргентины до юга Канады.

## Культивирование
Все традесканции, включая и суккулентные, могут быть отнесены к самым неприхотливым и выносливым растениям, которые можно выращивать как комнатные растения, а также в оранжереях и зимних садах. Растения используются для оформления интерьеров, окон, а также как почвопокровные.
Агротехника
Традесканции способны приспособиться почти к любым условиям содержания; они теневыносливы, но в слишком тёмном месте бледнеют, вытягиваются и частично теряют декоративность. Растения способны выносить и избыток освещения, однако попадание прямых солнечных лучей оставляет ожоги вплоть до отмирания частей листа.
Для обильного цветения и формирования декоративной, ярко окрашенной и компактной листвы рекомендуется содержать их в светлом месте, но не на солнцепёке и поливать в жаркие дни по мере просыхания почвы.
Традесканции очень легко размножаются черенками в любое время года. Укореняются в течение нескольких дней в песчаной почве или даже в воде (что не всегда желательно) при температуре 15-25 градусов. После укоренения начинают быстро расти, через один-полтора месяца растения уже имеют вполне декоративный вид.
Уход за тремя оригинальными декоративными суккулентными видами из засушливых районов Перу и Мексики — традесканцией силламонтаной и традесканцией толстолистной, отличается от основной группы видов.

## Виды
Род включает 75 видов:
- Tradescantia ambigua Mart. ex Schult. & Schult.f.
- Tradescantia anagallidea Seub.
- Tradescantia ×andersoniana W.Ludw. & Rohweder
- Tradescantia andrieuxii C.B.Clarke
- Tradescantia boliviana (Hassk.) J.R.Grant
- Tradescantia brachyphylla Greenm.
- Tradescantia bracteata Small ex Britton
- Tradescantia brevifolia (Torr.) Rose
- Tradescantia buckleyi (I.M.Johnst.) D.R.Hunt
- Tradescantia burchii D.R.Hunt
- Tradescantia cerinthoides Kunth — Традесканция Блоссфельда
- Tradescantia cirrifera Mart.
- Tradescantia commelinoides Schult. & Schult.f.
- Tradescantia crassifolia Cav. — Традесканция толстолистная
- Tradescantia crassula Link & Otto
- Tradescantia cymbispatha C.B.Clarke
- Tradescantia deficiens Brandegee
- Tradescantia edwardsiana Tharp
- Tradescantia ernestiana E.S.Anderson & Woodson
- Tradescantia exaltata D.R.Hunt
- Tradescantia fluminensis Vell. — Традесканция приречная, или Традесканция миртолистная
- Tradescantia gentryi D.R.Hunt
- Tradescantia gigantea Rose
- Tradescantia gracillima Standl.
- Tradescantia grantii Faden
- Tradescantia guatemalensis C.B.Clarke ex J.D.Sm.
- Tradescantia guiengolensis Matuda
- Tradescantia gypsophila B.L.Turner
- Tradescantia hirsuticaulis Small
- Tradescantia hirsutiflora Bush
- Tradescantia hirta D.R.Hunt
- Tradescantia huehueteca (Standl. & Steyerm.) D.R.Hunt
- Tradescantia humilis Rose
- Tradescantia leiandra Torr.
- Tradescantia llamasii Matuda
- Tradescantia longipes E.S.Anderson & Woodson
- Tradescantia masonii Matuda
- Tradescantia maysillesii Matuda
- Tradescantia mcvaughii D.R.Hunt
- Tradescantia mirandae Matuda
- Tradescantia monosperma Brandegee
- Tradescantia nuevoleonensis Matuda
- Tradescantia occidentalis (Britton) Smyth
- Tradescantia ohiensis Raf.
- Tradescantia orchidophylla Rose & Hemsl.
- Tradescantia ozarkana E.S.Anderson & Woodson
- Tradescantia pallida (Rose) D.R.Hunt — Традесканция бледная, или Сеткрезея бледная
- Tradescantia pedicellata Celarier
- Tradescantia peninsularis Brandegee
- Tradescantia petiolaris M.E.Jones
- Tradescantia petricola J.R.Grant
- Tradescantia pinetorum Greene
- Tradescantia plusiantha Standl.
- Tradescantia poelliae D.R.Hunt
- Tradescantia pygmaea D.R.Hunt
- Tradescantia reverchonii Bush
- Tradescantia roseolens Small
- Tradescantia rozynskii Matuda
- Tradescantia schippii D.R.Hunt
- Tradescantia sillamontana Matuda — Традесканция силламонтана
- Tradescantia soconuscana Matuda
- Tradescantia spathacea Sw. — Традесканция покрывальчатая, или Рео разноцветное
- Tradescantia standleyi Steyerm.
- Tradescantia stenophylla Brandegee
- Tradescantia subacaulis Bush
- Tradescantia subaspera Ker Gawl.
- Tradescantia tepoxtlana Matuda
- Tradescantia tharpii E.S.Anderson & Woodson
- Tradescantia umbraculifera Hand.-Mazz.
- Tradescantia valida G.Brückn.
- Tradescantia velutina Kunth & C.D.Bouché
- Tradescantia virginiana L. — Традесканция виргинская
- Tradescantia wrightii Rose & Bush
- Tradescantia zanonia (L.) Sw.
- Tradescantia zebrina Bosse — Традесканция полосатая, или Традесканция висячая, или Зебрина висячая

## Галерея
- Традесканция огайская (Tradescantia ohiensis)
- Традесканция полосатая (Tradescantia zebrina)
- Cуккулентная традесканция силламонтана (Tradescantia sillamontana)
- Традесканция Блоссфельда (Tradescantia cerinthoides)